# Бандіпур (національний парк)
Національний парк Бандіпур (каннада ಬಂಡೀಪುರ ರಾಷ್ಟ್ರೀಯ ಉದ್ಯಾನವನ) — це національний парк, площею 912,04 км² в окрузі Чамараджнагар в індійському штаті Карнатака. Він був створений як тигровий заповідник у рамках проєкту «Тигр» у 1973 році. З 1986 року парк є частиною біосферного заповідника Нілгирі.

## Історія
Махараджа королівства Майсур у 1931 році створив святилище площею 90 км² та назвав його «Парком дикої природи Венугопала». Тигровий заповідник Бандіпур був заснований у рамках проєкту «Тигр» у 1973 році, при цьому було додано понад 800 км² площі до вже створеного парку дикої природи Венугопала.

## Географія

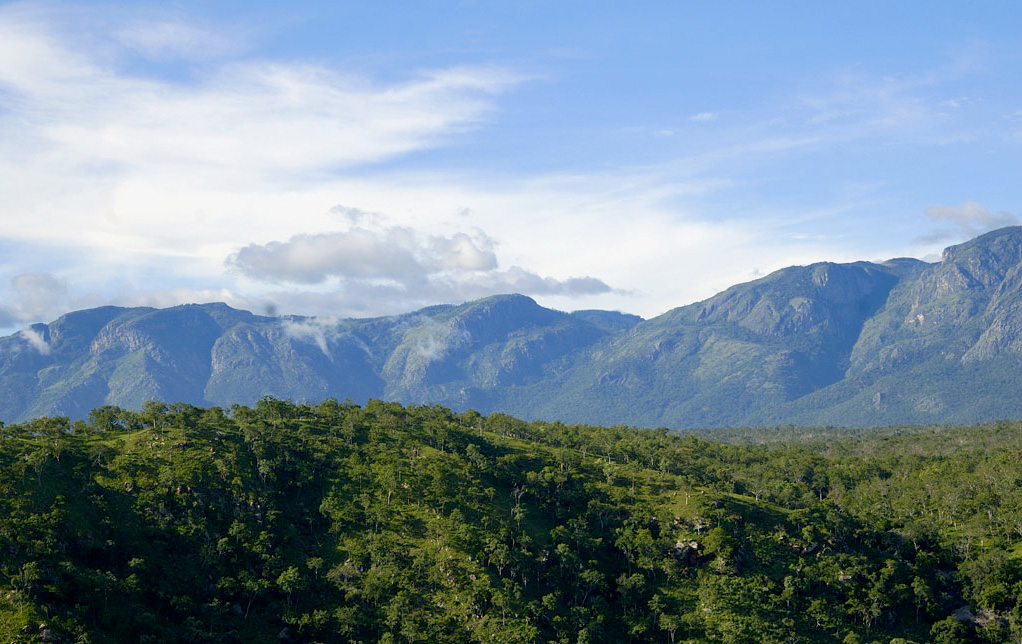
В ущелині Мояр з гірським масивом Нілґірі на задньому плані

Національний парк Бандіпур розташований між 11° 35' 34" пн. ш. до 11° 57' 02" пн. ш. та 75° 12' 17" сх. д. до 76° 51' 32" сх. д., де Деканське плато перетинається із Західними Гатами, а висота парку коливається від 680 м до 1454 м над рівнем моря. У результаті в парку є різноманітні біоми, включаючи сухі листяні ліси, вологі листяні ліси та луки, савани і чагарники. Широкий спектр середовищ існування сприяє підтримці різноманітних організмів. Парк оточений річками Кабіні на півночі та Мояр на півдні. Через парк протікає річка Нугу. Найвища точка парку знаходиться на пагорбі під назвою Гімавад Гопаласвамі Бетта (1450 м), де на вершині знаходиться індуїстський храм. Парк Бандіпур має типовий тропічний клімат з чітко вираженими вологим і сухим сезонами. Сухий і жаркий період зазвичай починається на початку березня і може тривати до приходу мусонних дощів у червні.

## Флора

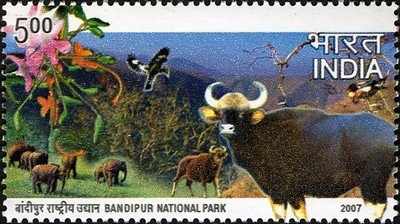
Індійська марка національного парку Бандіпур 2007 року

У Національному парку Бандіпур росте широкий спектр чагарників, дерев, квіткових рослин та трав, зокрема тут поширені: тикове дерево або тик (Tectona grandis), індійський палісандр (Dalbergia latifolia), сантал білий (Santalum album VU), індійський лавр (Terminalia elliptica), індійське кіно дерево (Pterocarpus marsupium), гігантський бамбук (Dendrocalamus strictus), бамбук (Bambusa arundinacea) і гревія (Grewia tiliaefolia).
Є також кілька відомих квітучих і плодоносних дерев і кущів, зокрема: алдина (Haldina cordifolia), індійський агрус (Emblica officinalis), креповий мирт (Lagerstroemia lanceolata), абісус широколистий (Anogeissus latifolia), чорний міробалан (Terminalia chebula), Schleichera trijuga, Odina wodiar, бутея однонасінна (Butea monosperma), кассія фістула (Cassia fistula), атласне дерево (Chloroxylon swietenia), сенегальський катеху (Acacia catechu), антошорея Роксбурга Shorea talura (E), індигобері (Randia uliginosa).

## Тваринний світ

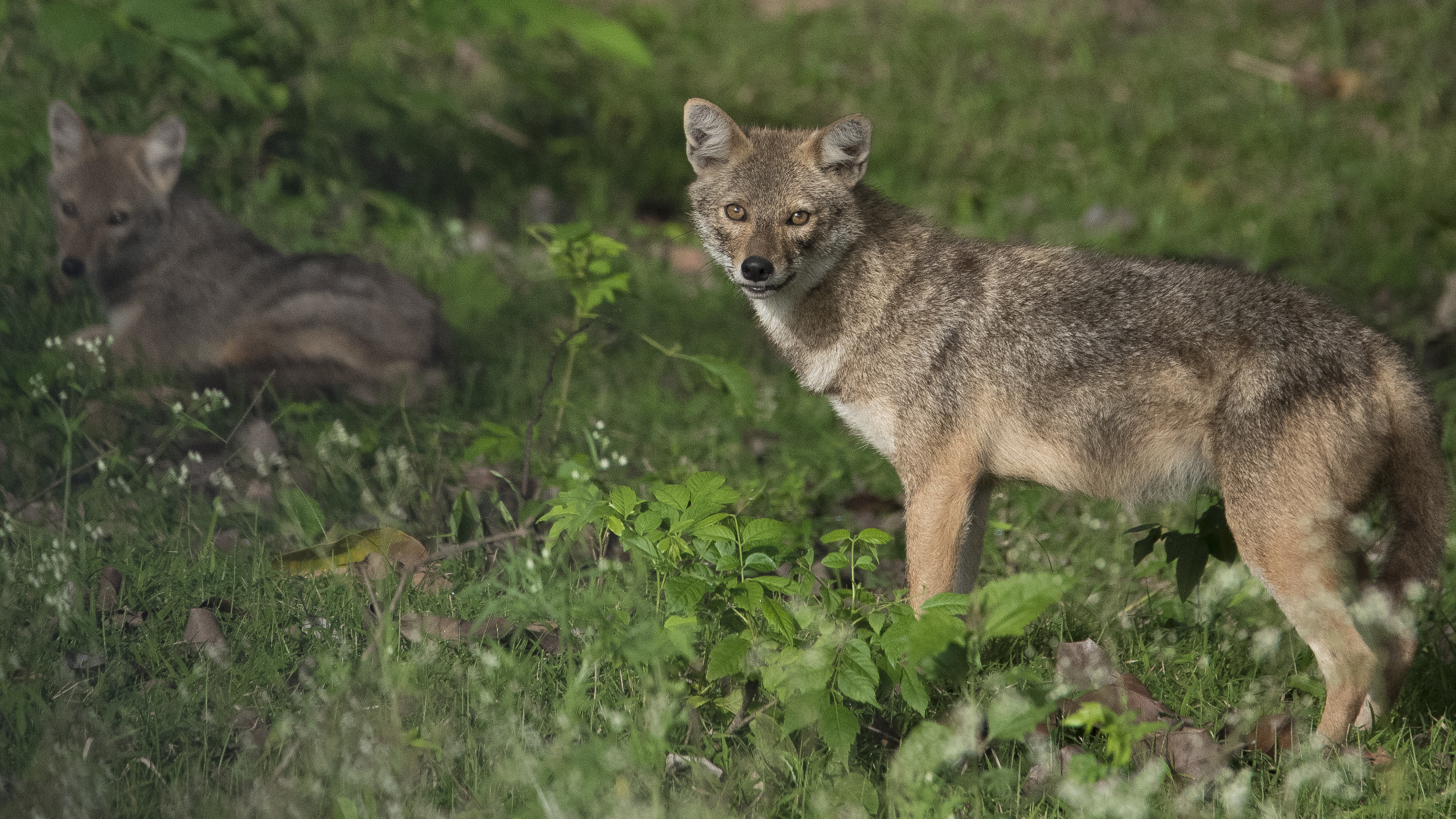
Сімейство індійських шакалів уздовж річки Кабіні в парку Бандіпур

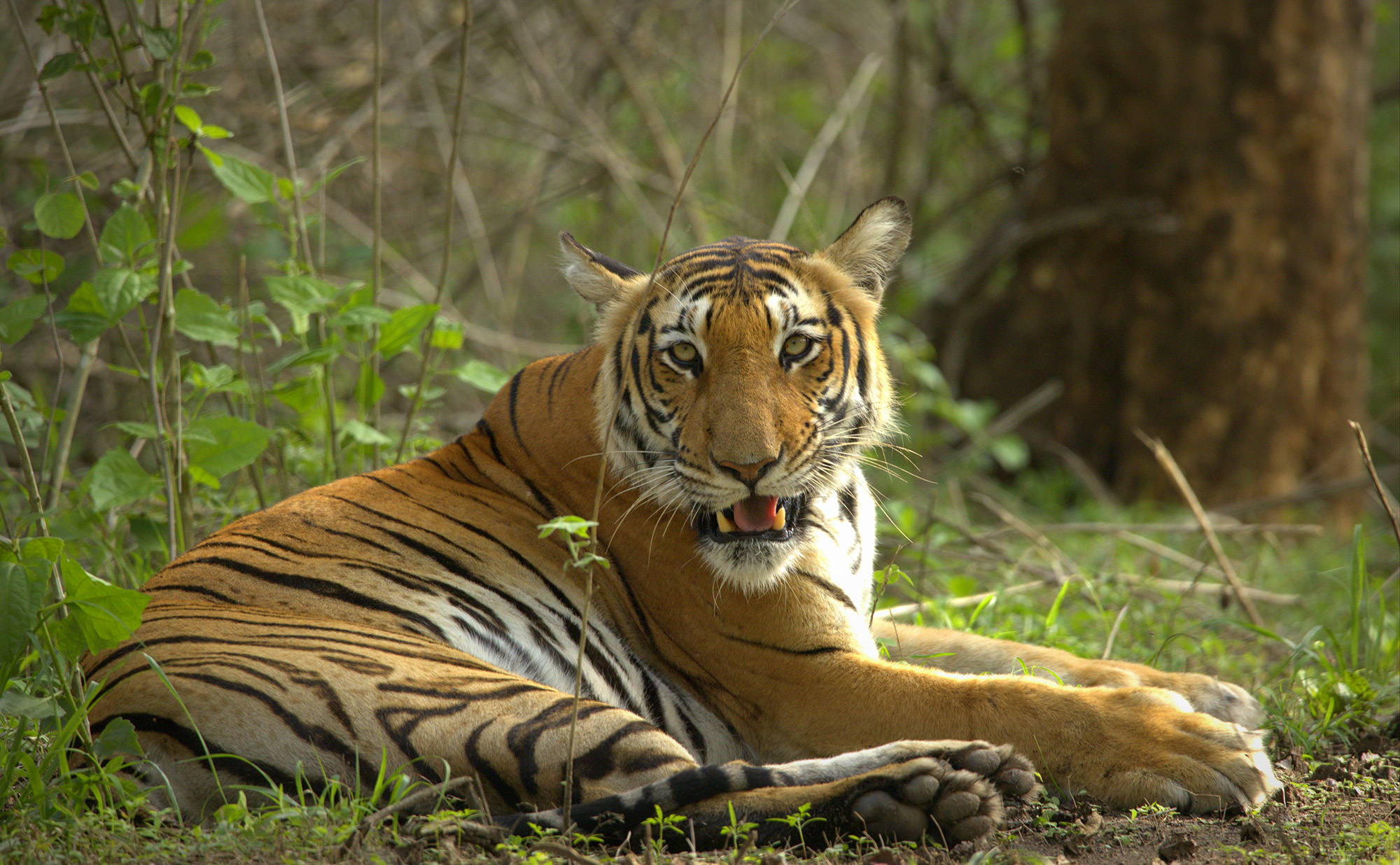
Самка тигриці в тигровому заповіднику Бандіпур

### Ссавці

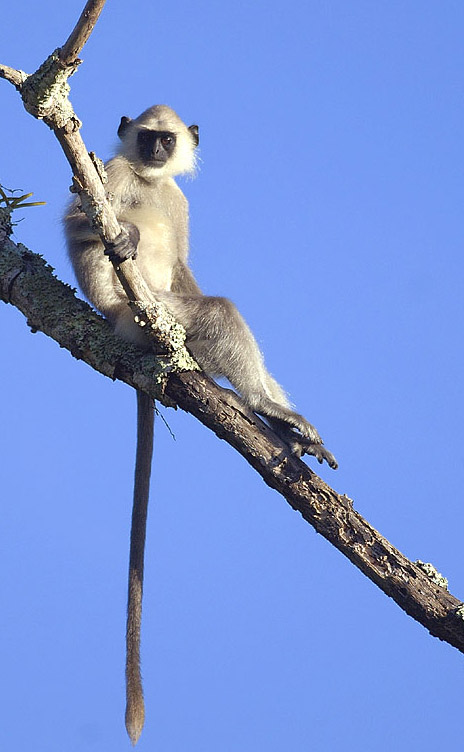
Лангур сірий

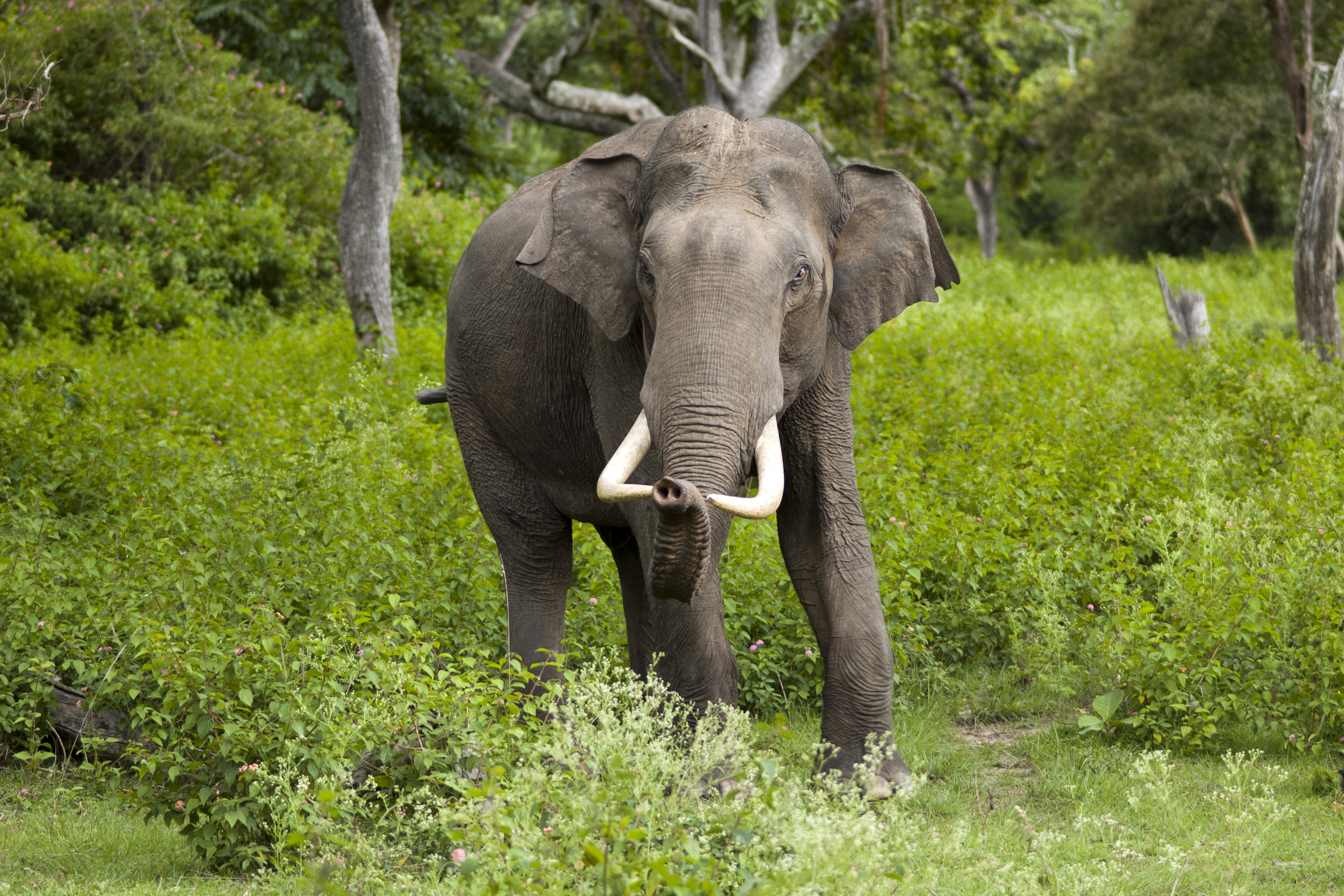
Індійський слон

У національному парку Бандіпур живуть індійський або азійський слон (Elephas maximus), бик гаур або індійський бізон (Bos gaurus), бенгальський тигр (Panthera tigris bengalensis), ведмідь-губач (Melursus ursinus), чотирирога антилопа (Tetracerus quadricornis), звичайний або індійський шакал (Canis aureus) і гірський куон або дхол (Cuon alpinus). До ссавців, які зазвичай можна побачити вздовж громадських під'їзних доріг у парку, належать плямистий олень або аксис (Axis), сірий лангур (Semnopithecus), індійська гігантська білка (Ratufa indica) та великий індійський слон (Elephas maximus indicus) — один з трьох загально визнаних підвидів індійського слона.
Перелік середніх і великих ссавців у парку наведено в наступній таблиці перепису, опублікованій у 1997 році:
| Види                 | 1991 | 1993 | 1995 | 1997 |
| Бенгальський тигр    | 58   | 66   | 74   | 75   |
| Індійський леопард   | 51   | 81   | 86   | 88   |
| Індійський слон      | 1107 | 2214 | 2214 | 3471 |
| Гаур                 | 1097 | 1373 | 1373 | 2427 |
| Куон гірський (дхол) | 148  | 181  | 181  | Н/Д  |
| Олень аксис          | 3333 | 5858 | 5858 | 8204 |
| Замбар індійський    | 706  | 1196 | 1196 | 2386 |
| Ведмідь-губач        | 51   | 66   | 66   | Н/Д  |
| Чотирирога антилопа  | 14   | Н/Д  | Н/Д  | Н/Д  |
| Сірий лангур         | 1468 | 1751 | 1751 | 1851 |
| Свиня дика           | 148  | 181  | 181  | Н/Д  |
| Індійський мунтжак   | 72   | 131  | 131  | Н/Д  |
| -------------------- | ---- | ---- | ---- | ---- |

### Птахи

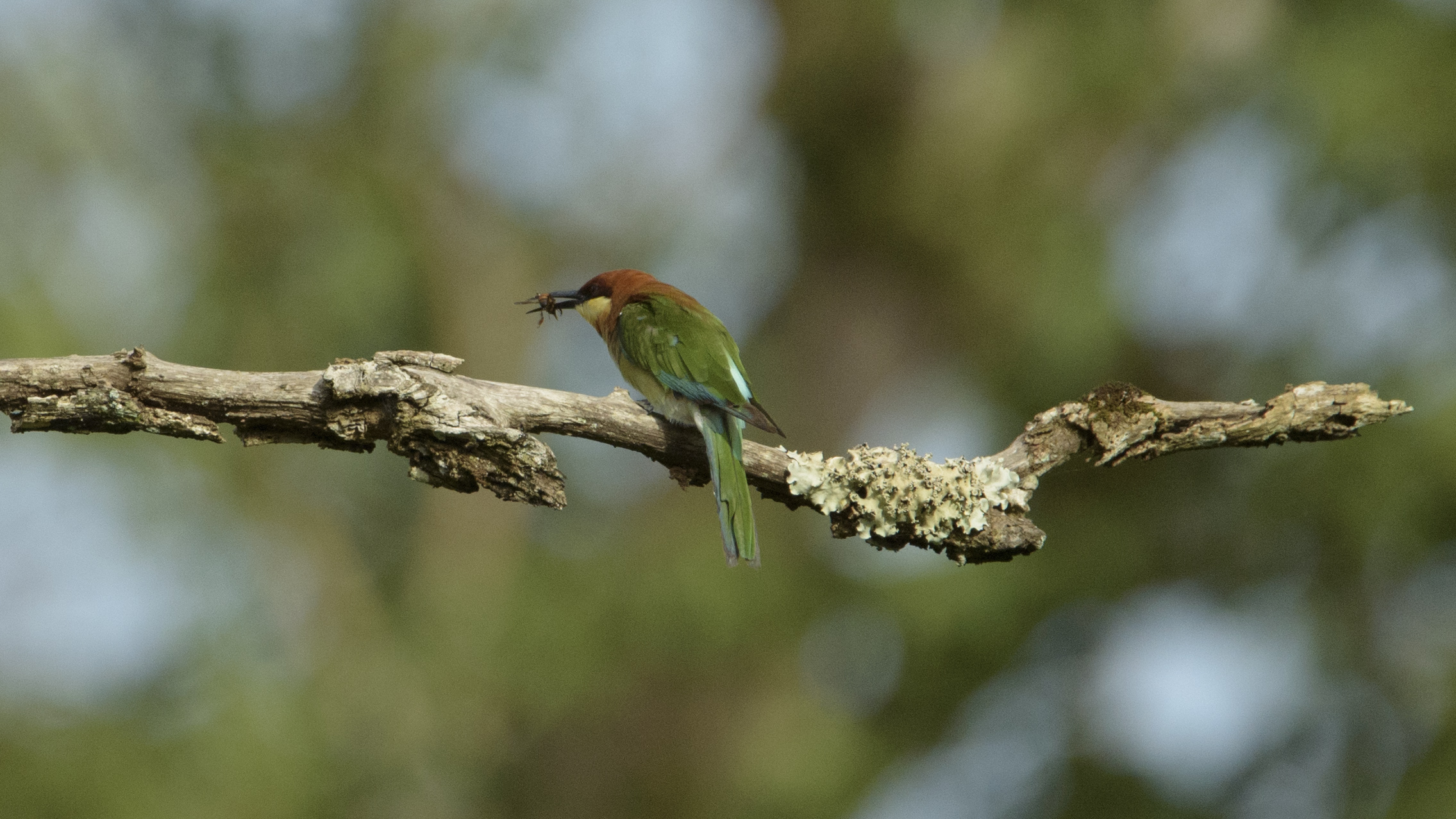
Бджолоїдка з каштановою головою ласує бджолою

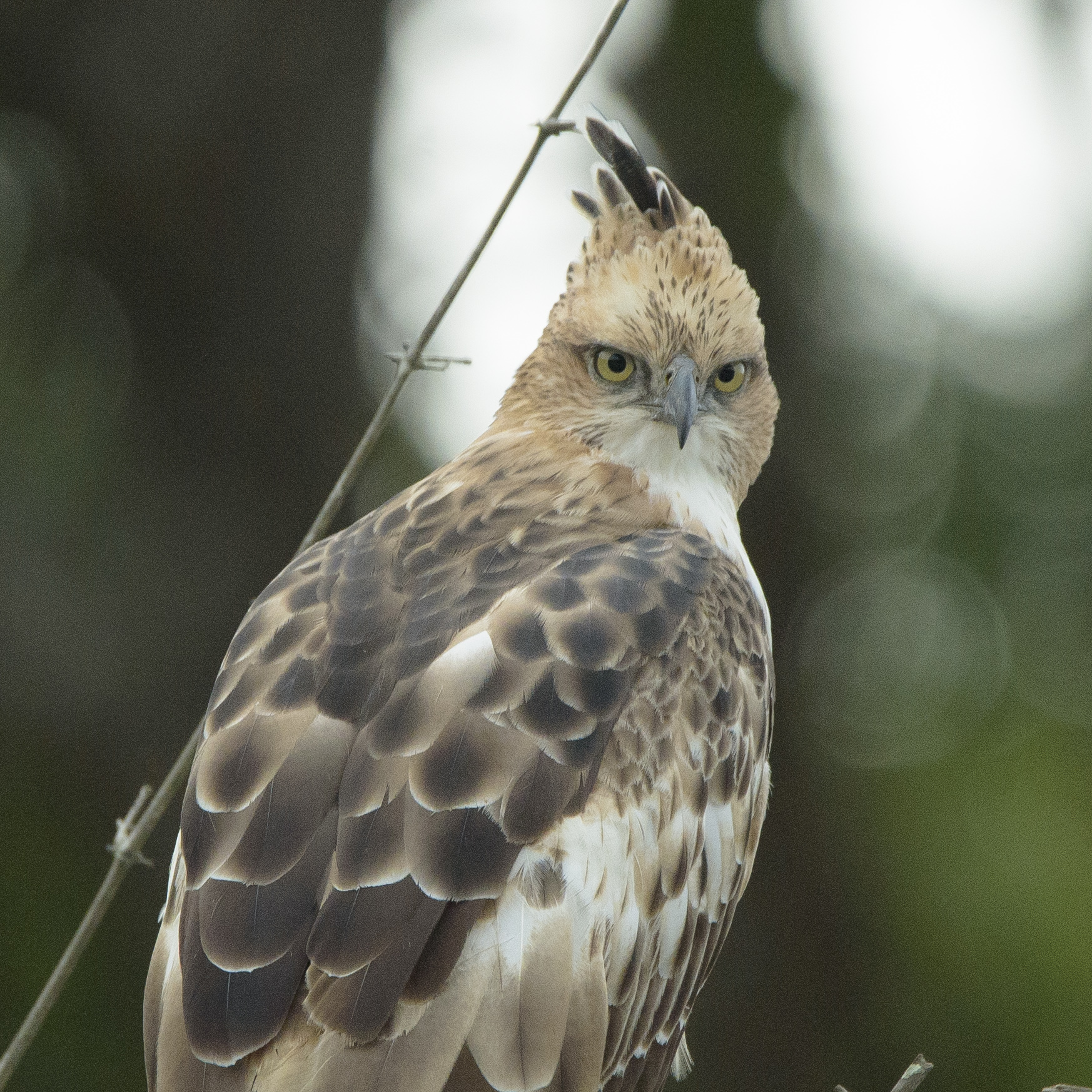
Мінливий яструб-орел

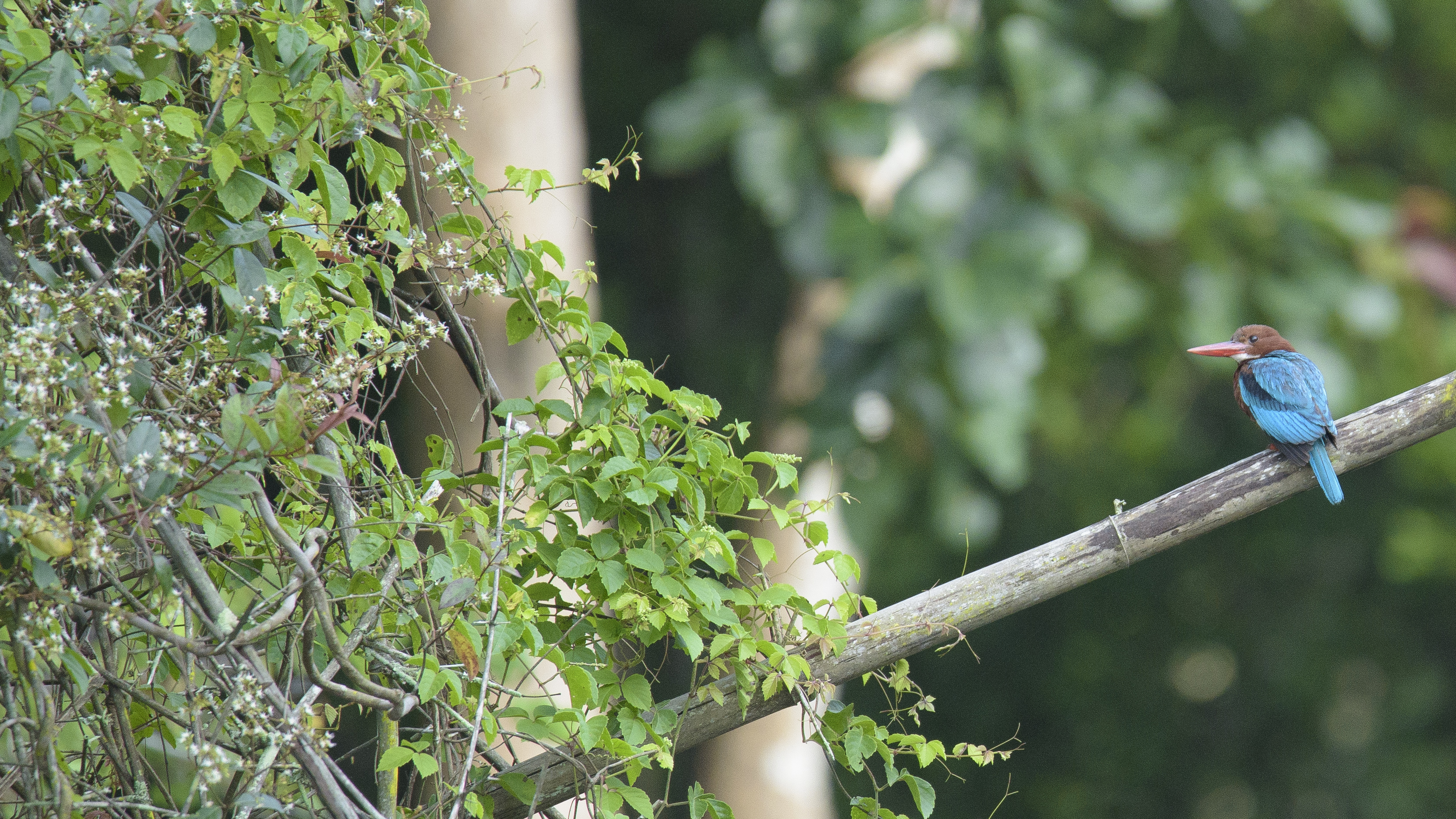
Білогрудий зимородок відпочиває на стовбурі бамбука в національному парку Бандіпур

Індійський павич (Pavo cristatus) є одними з птахів, яких найчастіше можна побачити в Бандіпурі разом із сірою куркою джунглів (Gallus sonneratii), воронами та горобцеподібних дронго (Dicruridae). Бандіпур є домом для понад 200 видів птахів, включаючи чубатого осоїда (Pernis ptilorhynchus), червоноголового стерв'ятника червоноголового або індійського грифа (Sarcogyps calvus) , індійського сипа (Gyps indicus), однобарвного квіткоїда (Dicaeum concolor), одуда (Upupa), бенгальську сиворакшу (Coracias benghalensis), бурого пугача-рибоїда (Ketupa zeylonensis), чубатого змієїда (Spilornis cheela), індійського орла-чубаня (Nisaetus cirrhatus), скопу (Pandion haliaetus), а також багато видів бджолоїдок (Meropidae) і рибалочкових (Alcedinidae), які є поширеними в зимову пору року.

### Рептилії
До рептилій (Reptilia) належать індійська очкова кобра (Naja naja), індійський тигровий пітон (Python molurus), гадюка дабойя (Daboia), щурячі змії (Colubrinae), болотний крокодил (Crocodylus palustris), варани (Varanus), індійський хамелеон (Chamaeleo zeylanicus), індійська чорна черепаха (Melanochelys trijuga), агамові ящірки (Agamidae) та літаючі ящірки (Draco).

### Членистоногі
Дослідження комах, проведене в Національному парку Бандіпур, виявило широкий спектр метеликів, мурах та жуків, що, як очікується, сприятиме дослідженням комах у цьому районі. Дослідження виявило наявність близько 85 видів метеликів, 27 видів мурах та 41 виду гнойових жуків.

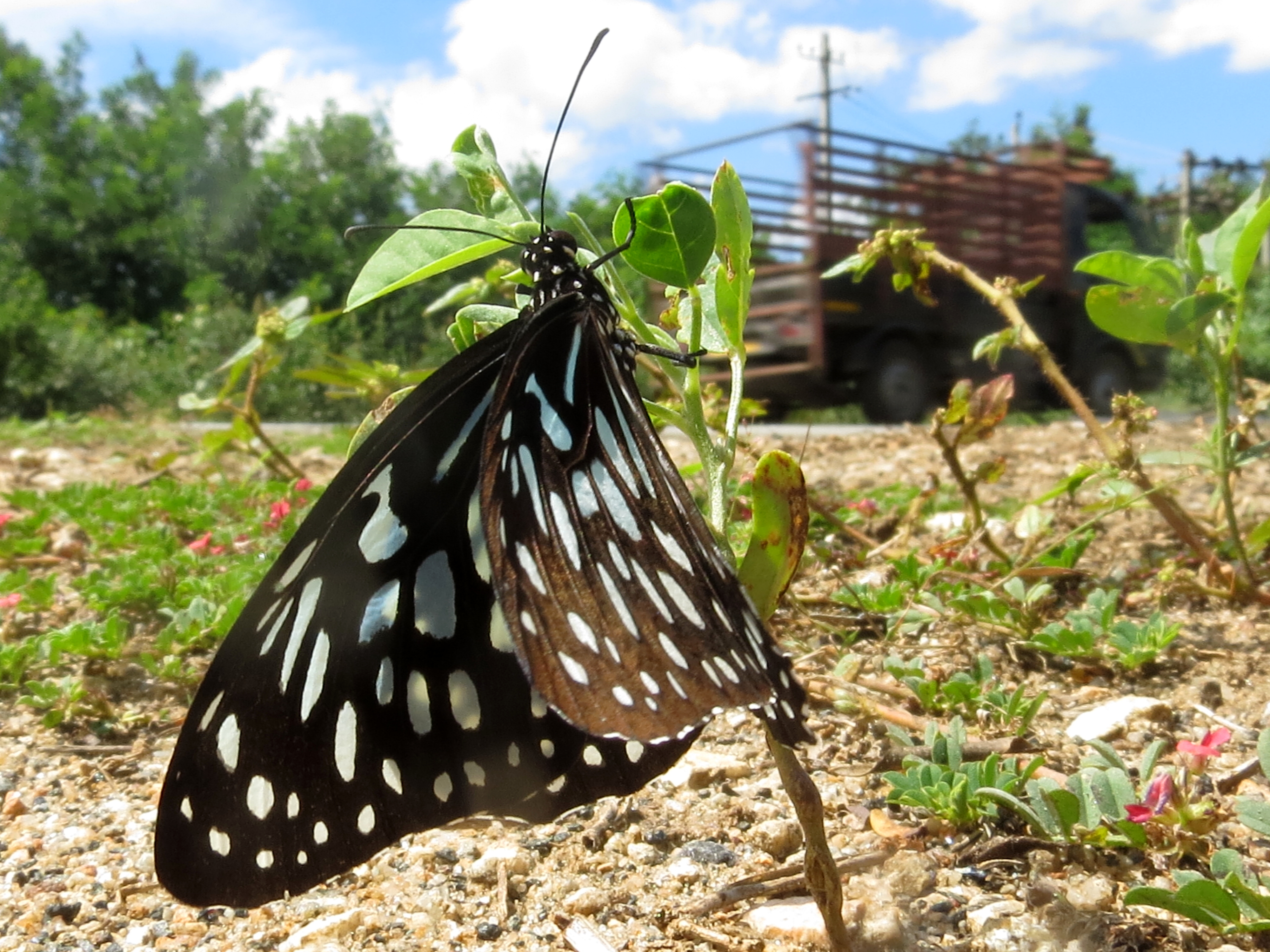
Метелик блакитний тигр в парку

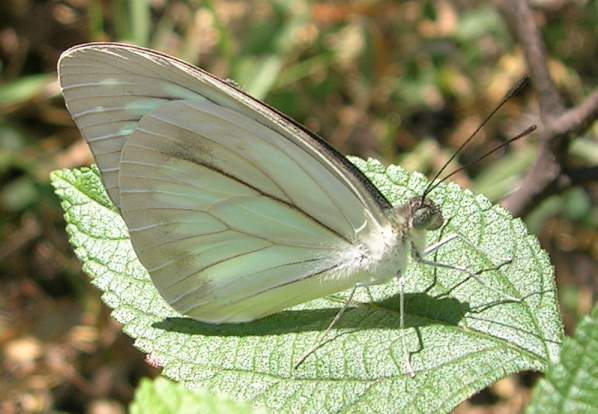
Метелик звичайний мандрівник

Булавовусі метелики (Rhopalocera) в парку включають: звичайну троянду (Pachliopta aristolochiae), багряну троянду (Pachliopta hector), звичайну сойку (Graphium doson), лаймового махаона (Papilio demoleus), малабарського ворона (Papilio dravidarum), звичайного мормона (Papilio polytes), червону Гелен (Papilio helenus), блакитного мормона (Papilio polymnestor), південну птахокрилку (Troides minos), звичайного мандрівника або малайського мандрівника (Pareronia valeria), плямисту емігрантку (Catopsilia pyranthe), Eurema hecabe, Eurema laeta, Eurema andersonii, Colias nilagiriensis, звичайну Єзабель (Delias eucharis), Leptosia nina, Belenois aurota, зоряницю Аврору або красоцвіт зоряний (Anthocharis cardamines), біло-помаранчевого метелика (Ixias marianne), білянку фауста (Colotis fausta), меланіст леді (Melanitis leda), великого вечірнього бурого метелика або меланіста цитенійського (Melanitis zitenius), звичайного пальмового метелика (Elymnias hypermnestra), коричневого кущового (Mycalesis perseus), мікалезис патнію (Mycalesis patnia), червонодискового чагарникового (Mycalesis oculus), червоноокого чагарникового (Heteropsis adolphei), лепчу чагарникового коричневого (Mycalesis lepcha), африканського кільчастого або звичайного трикільцевого (Ypthima asterope), звичайного чотирикільцевого, звичайного п'ятикільцевого (Ypthima baldus), коричневого капустяника (Acraea terpsicore), Cupha erymanthis, леопарда звичайного (Phalanta phalantha), рябчика індійського (Argynnis hyperbius), моряка звичайного (Neptis hylas), кольорового сержанта (Athyma nefte), каштанового парусника (Neptis jumbah), сірого графа (Tanaecia lepidea), червоного барона (Euthalia), баронета (Symphaedra), кутастого рицинуса (Ariadne ariadne), рицинуса звичайного (Ariadne merione), братки жовті (Yellow pansy butterfly), братки лимонні (Junonia lemonias), братки павича (Junonia almana), братки шоколадні (Junonia iphita), братки помаранчеві, братки блакитні (Junonia orithya), братки сірі (Junonia atlites), блакитного адмірала (Kaniska canace), блакитного тигра (Tirumala limniace), скло-блакитного тигра (Tirumala), темно-блакитного тигра (Tirumala septentrionis), звичайний тигр (Danaus chrysippus), смугастого/звичайного тигра (Danaus genutia), Hypolimnas misippus, Hypolimnas bolina, звичайного ворона (Euploea core), королівського ворона (Euploea klugii), Castalius rosimon, Caleta caleta, Tarucus, Tarucus nara, Tarucus ananda, Talicada nyseus, лаймово-блакитного (Chilades lajus), смугасто-блакитниого (Leptotes plinius), Euchrysops cnejus, Jamides celeno, Zizula hylax, Zizeeria karsandra, індійського купідона (Chilades parrhasius), Nacaduba pactolus, звичайного сріблястого (Cigaritis vulcanus), сливового Джуді (Abisara echerius), звичайного купідона (Luthrodes pandava), горохового синявця (Lampides boeticus), металево-блакитного (Jamides alecto), каштанового Боба (Iambrix salsala), Telicota ancilla, Badamia exclamationis.
Види мурах (Formicidae) включають: Anenictus sp1, Anoplolepis longipes, Camponotus parius, Crematogaster biroi, Crematogaster sp 1*, Crematogaster sp 2*, Diacamma rugosum, Lepisiota capensis, Leptogenys chinesis, Leptogenys coonorensis, Leptogenys diminuta, Lophomyrmex quadripinosus, Meranoplus bicolor, Monomorium indicum, Myrmicaria striata, Myrmicaria brunnea, Oligomyrmex wroughtonii, Pachycondyla sp1*, Paratrechina sp1*, Pheidole sharpi, Pheidole sp1*, Pheidole sp2*, Pheidologeton diverus, Polyrhachis exercita, Solenopsis geminate, Tetraponera rufonigra, Tetraponera sp1*.
До жуків гнойовиків належать: Catharsius granulatus*, Copris indicus*, Oniticellus cinctus*, Onitis singhalensis*, Onthophagus beesoni*, Onthophagus ensifer*, Onthophagus rana*, Onthophagus sp.107*#, Onthophagus tarandus*, Picnopanaleus rotundus, Caccobius diminutives, Caccobius ultor, Copris furciceps, Copris sp.1#, Heliocopris dominus, Pseudonthophagus sp.2#, Sisyphus neglectus, Caccobius inermis, Caccobius meridionalis, Caccobius torticornis, Caccobius sp.1#, Copris sodalist, Onthophagus socialis, Onthophagus sp.301#, Onitis phelemon, Onthophagus furcillifer, Caccobius gallinus, Onthophagus rufulgens, Onthophagus sp.302#, Copris repertus, Pseudonthophagus sp.1#, Copris davisoni, Onitis falcatus, Onthophagus turbatus, Copris imitans, Onthophagus quadridentatus, Caccobius vulcanus, Liatongus affinis, Oniticellus spinipes, Sisyphus longipus, Onthophagus dama.

## Конфлікти та загрози

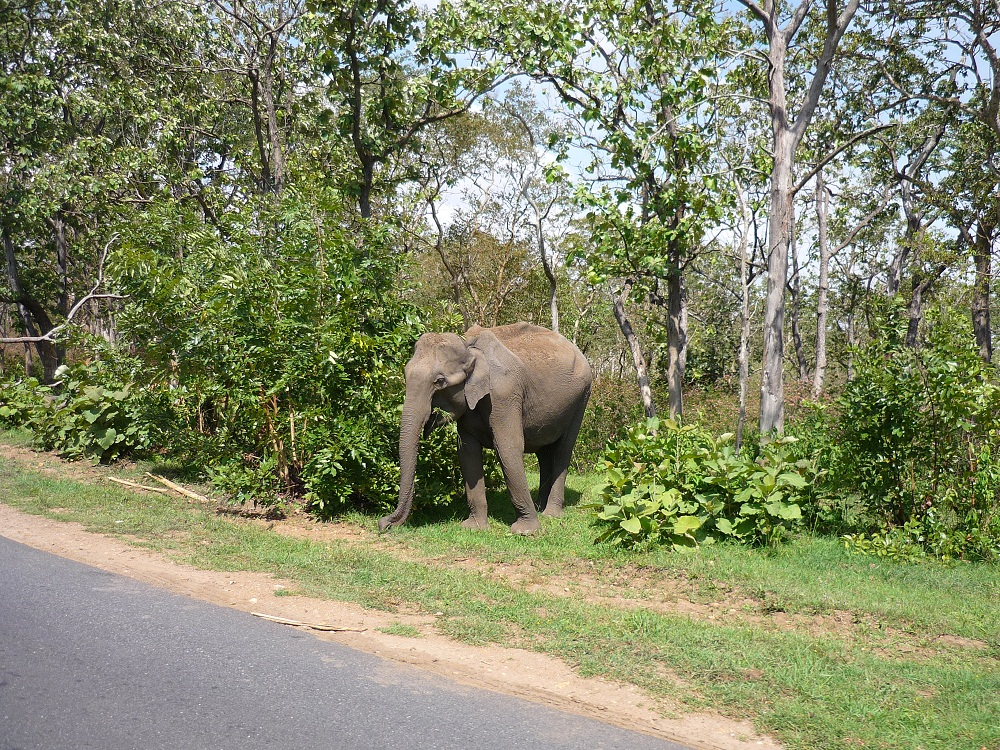
Слон намагається перетнути колишній NH 67

Через національний парк Бандіпур проходять національні автомагістралі NH-181 і NH-766. Ці дороги викликають серйозне занепокоєння, оскільки транспортні засоби на швидкості вбили багатьох диких тварин, незважаючи на часті попередження мандрівників від чиновників лісового департаменту та обмеження руху транспортних засобів на деяких ділянках між 21:00 та 6:00 часами. Це викликало побоювання щодо зникнення середовища проживання деяких диких тварин, які мешкають виключно в цьому національному парку.
9 жовтня 2018 року Національний парк втратив одну зі своїх цінних особин: вночі автобус збив індійського слона на ім'я «Равді Ранга» після чого уряди штатів Тамілнаду та Карнатаки погодилися заборонити нічний рух транспорту в лісі парку. Однак, штат Керала засуджує «нічну заборону» та закликала до її скасування, задля уникнення об'їзду, який збільшує відстань на 45 км.